# Längdskidåkning vid olympiska vinterspelen 2014
Tävlingarna i längdskidåkning vid de olympiska vinterspelen 2014 hölls på Laura längdåknings- och skidskyttekomplex, i närheten av Krasnaja Poljana, Ryssland mellan den 8 och 23 februari 2014. Anläggningen ligger cirka 60 km nordost om själva staden Sotji.

## Medaljsummering
Damer
| Gren                                  | Guld                                                            | Guld                                                            | Silver                                                                       | Silver                                                                       | Brons                                                                 | Brons                                                                 |
| ------------------------------------- | --------------------------------------------------------------- | --------------------------------------------------------------- | ---------------------------------------------------------------------------- | ---------------------------------------------------------------------------- | --------------------------------------------------------------------- | --------------------------------------------------------------------- |
| Sprint, 1,3 km Detaljer...            | Maiken Caspersen Falla Norge                                    | Maiken Caspersen Falla Norge                                    | Ingvild Flugstad Østberg Norge                                               | Ingvild Flugstad Østberg Norge                                               | Vesna Fabjan Slovenien                                                | Vesna Fabjan Slovenien                                                |
| Sprintstafett, 6 × 1,3 km Detaljer... | Norge Ingvild Flugstad Østberg Marit Bjørgen                    | Norge Ingvild Flugstad Østberg Marit Bjørgen                    | Finland Aino-Kaisa Saarinen Kerttu Niskanen                                  | Finland Aino-Kaisa Saarinen Kerttu Niskanen                                  | Sverige Ida Ingemarsdotter Stina Nilsson                              | Sverige Ida Ingemarsdotter Stina Nilsson                              |
| Klassisk stil, 10 km Detaljer...      | Justyna Kowalczyk Polen                                         | Justyna Kowalczyk Polen                                         | Charlotte Kalla Sverige                                                      | Charlotte Kalla Sverige                                                      | Therese Johaug Norge                                                  | Therese Johaug Norge                                                  |
| Skiathlon, 15 km Detaljer...          | Marit Bjørgen Norge                                             | Marit Bjørgen Norge                                             | Charlotte Kalla Sverige                                                      | Charlotte Kalla Sverige                                                      | Heidi Weng Norge                                                      | Heidi Weng Norge                                                      |
| Stafett, 4 × 5 km Detaljer...         | Sverige Ida Ingemarsdotter Emma Wikén Anna Haag Charlotte Kalla | Sverige Ida Ingemarsdotter Emma Wikén Anna Haag Charlotte Kalla | Finland Anne Kyllönen Aino-Kaisa Saarinen Kerttu Niskanen Krista Lähteenmäki | Finland Anne Kyllönen Aino-Kaisa Saarinen Kerttu Niskanen Krista Lähteenmäki | Tyskland Nicole Fessel Stefanie Böhler Claudia Nystad Denise Herrmann | Tyskland Nicole Fessel Stefanie Böhler Claudia Nystad Denise Herrmann |
| Masstart, 30 km Detaljer...           | Marit Bjørgen Norge                                             | Marit Bjørgen Norge                                             | Therese Johaug Norge                                                         | Therese Johaug Norge                                                         | Kristin Størmer Steira Norge                                          | Kristin Størmer Steira Norge                                          |

Herrar
| Gren                                  | Guld                                                               | Guld                                                               | Silver                                                                              | Silver                                                                              | Brons                                                                                 | Brons                                                                                 |
| ------------------------------------- | ------------------------------------------------------------------ | ------------------------------------------------------------------ | ----------------------------------------------------------------------------------- | ----------------------------------------------------------------------------------- | ------------------------------------------------------------------------------------- | ------------------------------------------------------------------------------------- |
| Sprint, 1,8 km Detaljer...            | Ola Vigen Hattestad Norge                                          | Ola Vigen Hattestad Norge                                          | Teodor Peterson Sverige                                                             | Teodor Peterson Sverige                                                             | Emil Jönsson Sverige                                                                  | Emil Jönsson Sverige                                                                  |
| Sprintstafett, 6 × 1,8 km Detaljer... | Finland Iivo Niskanen Sami Jauhojärvi                              | Finland Iivo Niskanen Sami Jauhojärvi                              | Ryssland Maksim Vylegzjanin Nikita Kriukov                                          | Ryssland Maksim Vylegzjanin Nikita Kriukov                                          | Sverige Emil Jönsson Teodor Peterson                                                  | Sverige Emil Jönsson Teodor Peterson                                                  |
| Klassisk stil, 15 km Detaljer...      | Dario Cologna Schweiz                                              | Dario Cologna Schweiz                                              | Johan Olsson Sverige                                                                | Johan Olsson Sverige                                                                | Daniel Richardsson Sverige                                                            | Daniel Richardsson Sverige                                                            |
| Skiathlon, 30 km Detaljer...          | Dario Cologna Schweiz                                              | Dario Cologna Schweiz                                              | Marcus Hellner Sverige                                                              | Marcus Hellner Sverige                                                              | Martin Johnsrud Sundby Norge                                                          | Martin Johnsrud Sundby Norge                                                          |
| Stafett, 4 × 10 km Detaljer...        | Sverige Lars Nelson Daniel Richardsson Johan Olsson Marcus Hellner | Sverige Lars Nelson Daniel Richardsson Johan Olsson Marcus Hellner | Ryssland Dmitrij Japarov Aleksandr Bessmertnych Aleksandr Legkov Maksim Vylegzjanin | Ryssland Dmitrij Japarov Aleksandr Bessmertnych Aleksandr Legkov Maksim Vylegzjanin | Frankrike Jean-Marc Gaillard Maurice Manificat Robin Duvillard Ivan Perrillat Boiteux | Frankrike Jean-Marc Gaillard Maurice Manificat Robin Duvillard Ivan Perrillat Boiteux |
| Masstart, 50 km Detaljer...           | Aleksandr Legkov Ryssland                                          | Aleksandr Legkov Ryssland                                          | Maksim Vylegzjanin Ryssland                                                         | Maksim Vylegzjanin Ryssland                                                         | Ilja Tjernousov Ryssland                                                              | Ilja Tjernousov Ryssland                                                              |

### Medaljtabell
Värdnation
| Pl. | Nation    | Guld | Silver | Brons | Totalt |
| --- | --------- | ---- | ------ | ----- | ------ |
| 1   | Norge     | 5    | 2      | 4     | 11     |
| 2   | Sverige   | 2    | 5      | 4     | 11     |
| 3   | Schweiz   | 2    | 0      | 0     | 2      |
| 4   | Ryssland  | 1    | 3      | 1     | 5      |
| 5   | Finland   | 1    | 2      | 0     | 3      |
| 6   | Polen     | 1    | 0      | 0     | 1      |
| 7   | Frankrike | 0    | 0      | 1     | 1      |
| 7   | Tyskland  | 0    | 0      | 1     | 1      |
| 7   | Slovenien | 0    | 0      | 1     | 1      |
|     | Totalt    | 12   | 12     | 12    | 36     |